# Gmina Pelplin
Die Gmina Pelplin ist eine Stadt-und-Land-Gemeinde im Powiat Tczewski der Woiwodschaft Pommern in Polen. Ihr Sitz ist die gleichnamige Kleinstadt mit etwa 8000 Einwohnern.

## Geographie
Pelplin liegt an der Wierzyca (Ferse), einem linken Nebenfluss der Weichsel, etwa 15 km westlich der Weichsel. Die nächste größere Stadt ist das nordwestlich von Pelplin gelegene Starogard Gdański (Preußisch Stargard). Am Czubatka-Hügel erreicht Pelplin eine Höhe von 86 m ü. NN, zur Weichselniederung hin beträgt die Höhe 8 m ü. NN.

## Geschichte
Nach dem Ersten Weltkrieg wurde das Gebiet der Gemeinde 1920 an Polen abgetreten, es gehörte zum Polnischen Korridor.
Die Gemeinde gehörte von 1975 bis 1998 zur Woiwodschaft Danzig. Bürgermeister ist aktuell Mirosław Chyła. Sein Vorgänger war seit 2008 Andrzej Stanuch, dessen Stellvertreter ist Tadeusz Błędzki.

### Partnerschaft
Die Gmina Gniew Pelplin unterhält seit 2000 eine Gemeindepartnerschaft mit Grafling in  Niederbayern.

## Gliederung
Zur Stadt-und-Land-Gemeinde Pelplin gehören folgende Ortschaften:
| polnischer Name      | deutscher Name (bis 1920 und 1939–1945)  |
| -------------------- | ---------------------------------------- |
| Bielawki             | Bielawken (1942–1945 Bühlau)             |
| Dębina               | Eichwalde                                |
| Gaj                  | Gay                                      |
| Gręblin              | Gremblin                                 |
| Hilarowo             |                                          |
| Janiszewko           | Neu Janischau (1942–1945 Neujanischau)   |
| Janiszewo            | Alt Janischau (1942–1945 Altjanischau)   |
| Janowo               |                                          |
| Kulice               | Kulitz (1942–1945 Keilendorf)            |
| Kulice Małe          |                                          |
| Lignowy Szlacheckie  | Adlig Liebenau (1942–1945 Adligliebenau) |
| Małe Walichnowy      | Klein Falkenau (1942–1945 Kleinfalkenau) |
| Maniowo              |                                          |
| Międzyłęż            | Mösland                                  |
| Młynik               |                                          |
| Nadleśnictwo         |                                          |
| Nowy Dwór Pelpliński | Neuhof                                   |
| Nowy Międzyłęż       | Neu Mösland (1942–1945 Neumösland)       |
| Ornasowo             | Ornassau                                 |
| Pelplin              | Pelplin                                  |
| Pelplin-Wybudowanie  |                                          |
| Pomyje               | Pommey                                   |
| Pustki               |                                          |
| Rajkowy              | Raikau                                   |
| Rombark              | Romberg                                  |
| Ropuchy              | Roppuch                                  |
| Rożental             | Rosenthal (1942–1945 Rosental)           |
| Rudno                | Rauden                                   |
| Rudnopole            |                                          |
| Stary Międzyłęż      | Alt Mösland (1942–1945 Altmösland)       |
| Stocki Młyn          |                                          |
| Wielki Garc          | Groß Gartz (1942–1945 Großgartz)         |
| Wola                 | Wolla (1942–1945 Freigut)                |

## Verkehr
Pelplin und Kulice liegen an der Bahnverbindung Danzig–Bydgoszcz (Danzig–Bromberg). Die Nationalstraße Tczew–Grudziądz (Dirschau–Graudenz) verläuft 4 km östlich von Pelplin; die geplante Nord-Süd-Autobahn soll in Pelplin eine Anschlussstelle erhalten.